# Civil Service (Royaume-Uni)
Pour les articles homonymes, voir Service civil (homonymie).
Pour les autres articles nationaux ou selon les autres juridictions, voir Fonction publique.
Le Civil Service (Service civil ou Fonction publique) désigne la haute fonction publique gouvernementale au Royaume-Uni. Il s'agit d'un corps administratif qui est chargé d'assister le gouvernement britannique en mettant en œuvre sa politique, et d'administrer les services publics. C'est un corps de type bureaucratique.
Mark Sedwill est le chef du Civil Service du Royaume-Uni (Head of the Home Civil Service) depuis le 4 novembre 2018 et le secrétaire du cabinet (Cabinet Secretary) depuis le 24 octobre 2018, bien que le ministre de la Fonction publique soit officiellement l'administrateur du Civil Service, ayant délégué ses pouvoirs au secrétaire du cabinet.
La situation de l'Irlande du Nord doit être distinguée : le « Service civil d'Irlande du Nord » a en effet été créé dès 1921 pour servir l'administration locale. Le Service civil du Royaume-Uni n'y intervient pas.
Les membres du Civil Service sont tenus à une exigence de neutralité. Il n'a pas vocation à servir un parti politique, mais l'intérêt général. Ils ne sont donc pas dépendants des alternances politiques. Cela contraste avec d'autres traditions administratives : aux États-Unis par exemple, les responsables politiques nomment leur personnel. Cette procédure est très limitée au Royaume-Uni et consiste uniquement en quelques conseillers spéciaux (special advisers).
Cependant, dans les dernières décennies du XXe siècle, des observateurs politiques ont indiqué que l'administration britannique devenait de plus en plus politisée. La principale plainte était notamment relative à l'augmentation du nombre de conseillers spéciaux, particulièrement dans les années 1990 sous le gouvernement de Tony Blair. Néanmoins, il n'y a pas plus de 3 ou 4 de ces conseillers par ministère.

## Historique
La commission du "civil service" est créée au XIXe siècle au Royaume-Uni. Celle-ci va tenter d'imposer un concours d'entrée dans la fonction publique, mais échoue. Afin soumettre progressivement ce concours, la commission du civil service va créer une certification facultative qui permettra à partir de 1859 d'obtenir une retraite. Celle-ci ne concerne que les fonctionnaires ayant passé cette certification. A la fin du XIXe siècle, l'administration centralisée monte en puissance, et le civil service est officiellement créé.